# Aire urbaine de Marennes
L'aire urbaine de Marennes est une aire urbaine française centrée sur la ville de Marennes, petite ville de la Charente-Maritime située au cœur du plus important bassin ostréicole de France.

## Zonage de l'aire urbaine de Marennes en 2010 et population en 2008

### Données globales
Selon le dernier zonage effectué par l'INSEE en 2010, l'aire urbaine de Marennes compte 8 812 habitants en 2008 (population municipale).
En 2008, elle se situait au 404e rang national et au 17e rang régional en Poitou-Charentes. 
Selon l'INSEE, l'aire urbaine de Marennes fait partie des petites aires urbaines de la France c'est-à-dire ayant entre 1 500 et moins de 5 000 emplois.
L'unité urbaine de Marennes forme à la fois le pôle urbain et l'aire urbaine de Marennes selon la nouvelle terminologie de l'INSEE. L'aire urbaine de Marennes ne possède donc pas de couronne urbaine selon le nouveau zonage de 2010 défini par l'Insee. 
En Charente-Maritime, elle occupe le septième rang, très loin derrière les aires urbaines de La Rochelle, Saintes, Rochefort et Royan qui sont les quatre grandes aires urbaines de ce département. Elle se situe après l'aire urbaine de Saint-Jean-d'Angély (5e rang départemental) et l'aire urbaine de La Tremblade,  mais elle devance les aires urbaines de Saint-Pierre-d'Oléron (8e), Surgères (9e) et Jonzac (10e).

### Composition de l'aire urbaine de Marennes selon le zonage de 2010
Composition de l'aire urbaine de Marennes selon le nouveau zonage de 2010 et population en 2008 (population municipale)
| Commune                                  | Superficie | Population | Densité de population | Catégorie dans l'aire urbaine      |
| ---------------------------------------- | ---------- | ---------- | --------------------- | ---------------------------------- |
| Marennes                                 | 20,09 km²  | 5 465 hab. | 272 hab/km²           | commune appartenant au pôle urbain |
| Bourcefranc-le-Chapus                    | 12,40 km²  | 3 347 hab. | 270 hab/km²           | commune appartenant au pôle urbain |
| Pôle urbain ou unité urbaine de Marennes | 32,49 km²  | 8 812 hab. | 271 hab/km²           | 2 communes                         |
| Aire urbaine de Marennes                 | 32,49 km²  | 8 812 hab. | 271 hab/km²           | 2 communes                         |